# 増福寺 (豊田市)
増福寺（ぞうふくじ）は、愛知県豊田市小渡町にある曹洞宗の寺院。山号は湧泉山（ゆうせんざん）。本尊は釈迦如来、開基は章厳教文。通称は風鈴寺。

## 歴史

### 近世
元和2年（1616年）、章厳教文和尚によって開創された。

### 近代
1872年（明治5年）、増福寺を仮教室として小渡学校が設立され、その後独立した校地に移転した。

### 現代
2002年（平成14年）、小渡（おど）地区の活性化に立ち上がった青年部の要望を受けた増福寺住職が、宗祖道元禅師の教え「風鈴の頌」（ふうりんのしょう）に倣い、全国でも初めての奉納風鈴を受ける寺となった。境内には各地から訪れた参詣者より奉納された、七千個を超える風鈴が祀られている。2003年（平成15年）には小渡夢かけ風鈴というイベントが初開催され、小渡の街並みには数多くの風鈴が飾られる。

## アクセス
- 東海環状自動車道豊田藤岡ICより約35分
- 中央自動車道瑞浪ICより約45分